# Musikjahr 1974
Liste der Musikjahre

◄◄ | ◄ | 1970 | 1971 | 1972 | 1973 | Musikjahr 1974 | 1975 | 1976 | 1977 | 1978 | ► | ►►

Weitere Ereignisse · Country-Musik
Dieser Artikel behandelt das Musikjahr 1974.

## Ereignisse

### Populäre Musik und Jazz
- 00. Januar: Die US-amerikanische Rockband Ramones gründet sich in New York City.
- 19. Februar: Der Fernsehsender ABC strahlt die erste Verleihung der American Music Awards aus.
- 05. April: Zum ersten Mal wird in Norwegen das Festival Vossajazz veranstaltet.
- 06. April: Die schwedische Popgruppe ABBA, bestehend aus Agnetha Fältskog, Anni-Frid Lyngstad, Björn Ulvaeus und Benny Andersson, gewinnt mit Waterloo den Grand Prix Eurovision de la Chanson und legt damit den Grundstein für eine internationale Karriere.
- 06. April: In Ontario findet das California Jam mit den Bands Rare Earth, Earth, Wind and Fire, Eagles mit Jackson Browne, Seals & Crofts, Black Oak Arkansas, Black Sabbath, Deep Purple und Emerson, Lake and Palmer statt.
- 31. Mai: Neun Monate nach dem Staatsstreich von Augusto Pinochet 1973 in Chile findet in der Grugahalle in Essen das Konzert für Chile statt. Zu den auftretenden chilenischen und deutschen Musikgruppen und Künstlern gehören Quilapayún, Inti-Illimani, Floh de Cologne, Franz Josef Degenhardt und Dieter Süverkrüp.
- 14. Juni: Der britische Singer-Songwriters David Bowie startet in Montréal seine Diamond Dogs Tour.
- 14./15. September: In Köln findet das International Boogie Woogie Festival mit Memphis Slim, Willie Mabon, Axel Zwingenberger, Bob Hall, Jo Ann Kelly und Vince Weber statt.
- 01. Oktober: In Amsterdam öffnet das Bimhuis, um dem niederländischen Jazz und der Improvisationsmusik eine Bühne zu geben.
- 30. Oktober: Die britische Rockband Queen startet in Manchester ihre Sheer Heart Attack Tour. Die Tournee endet nach insgesamt 76 Konzerten am 1. Mai 1975 in Tokio.
- 13. November: Die britische Progressive-Rock-Band Yes startet in Madison ihre Relayer Tour.
- 20. November: Die britische Progressive-Rock-Band Genesis startet in Chicago ihre The Lamb Lies Down on Broadway Tour. Die Tour endet nach insgesamt 103 Konzerten in Europa und Nordamerika am 22. Mai 1975 in Besançon.
- Patti Smith veröffentlicht ihre erste Single, Hey Joe, die als erste Punk-Rock-Single überhaupt angesehen wird.
- Das Lied Seasons in the Sun von Terry Jacks wird zum Abgesang auf die Flower-Power-Ära.
- Wolfgang Ambros, Manfred Tauchen und Joesi Prokopetz erschaffen mit dem Konzeptalbum Der Watzmann ruft ein Stück österreichisches Kulturgut.

### Klassische Musik und Musiktheater
- 16. Februar: Die Uraufführung der Oper Einstein von Paul Dessau mit dem Text von Karl Mickel findet in der Inszenierung von Ruth Berghaus an der Deutschen Oper Berlin statt.
- 04. März: Die Fernsehoper La Cubana oder Ein Leben für die Kunst von Hans Werner Henze wird in New York City uraufgeführt.
- 24. Oktober: In Wien findet die deutschsprachige Erstaufführung des Musicals Gigi von Frederick Loewe und Alan Jay Lerner statt.

### Film und Fernsehen
- 20. Oktober: Das ZDF strahlt die erste Folge (Waldweg) der Krimiserie Derrick aus. Die Titelmelodie stammt von Les Humphries.
- Antonia: A Portrait of the Woman – Dokumentarfilm über die Dirigentin Antonia Brico von Judy Collins und Jill Godmilow
- Das gibt’s nie wieder – US-amerikanischer Dokumentarfilm von Jack Haley Jr.
- Every Nigger Is a Star – jamaikanischer Spielfilm von Calvin Lockhart

## Musikcharts

### Deutschland
| Singles                                                       | Position | Alben                                                            |
| ------------------------------------------------------------- | -------- | ---------------------------------------------------------------- |
|                                                               |          |                                                                  |
| Sugar Baby Love The Rubettes                                  | 1        | 1962–1966 The Beatles                                            |
| Dan The Banjo Man                                             | 2        | 1967–1970 The Beatles                                            |
| Theo, wir fahr’n nach Lodz Vicky Leandros                     | 3        | Suzi Quatro                                                      |
| Seasons in the Sun Terry Jacks                                | 4        | Seine großen Erfolge Folge 4 Heino                               |
| Waterloo ABBA                                                 | 5        | Burn Deep Purple                                                 |
| This Flight Tonight Nazareth                                  | 6        | Otto (die zweite) Otto                                           |
| Joanita Nick MacKenzie                                        | 7        | Power Hits Verschiedene Künstler                                 |
| Honey Honey ABBA                                              | 8        | Die Super Hitparade 20 Stars – 20 Schlager Verschiedene Künstler |
| TSPO (The Sound of Philadelphia) MFSB feat. The Three Degrees | 9        | Meine Freunde sind die Träume Vicky Leandros                     |
| Charly Santabárbara                                           | 10       | 20 Rock & Roll Greats Verschiedene Künstler                      |

Die längsten Nummer-eins-Singles
Lieder, die die meiste Zeit während eines anderen Jahres auf Platz 1 der Charts verbrachten, werden hier nicht aufgeführt.
1. George McCrae – Rock Your Baby (10 Wochen)
2. Terry Jacks – Seasons in the Sun (8 Wochen)
3. The Sweet – Teenage Rampage; Carl Douglas – Kung Fu Fighting (jeweils 7 Wochen)

Die längsten Nummer-eins-Alben
Alben, die die meiste Zeit während eines anderen Jahres auf Platz 1 der Charts verbrachten, werden hier nicht aufgeführt.
1. Otto – Otto 2 (4 Monate)
2. Verschiedene Interpreten (K-tel) – 20 Power Hits (3 Monate)
3. Deep Purple – Burn (2 Monate)

Alle Nummer-eins-Hits und die Hits des Jahres

### Österreich
| Singles                                        | Position | Alben                                     |
| ---------------------------------------------- | -------- | ----------------------------------------- |
|                                                |          |                                           |
| Baby Blue Waterloo & Robinson                  | 1        | 1962–1966 The Beatles                     |
| Seasons in the Sun Terry Jacks                 | 2        | Burn Deep Purple                          |
| Sugar Baby Love The Rubettes                   | 3        | Rampant Nazareth                          |
| This Flight Tonight Nazareth                   | 4        | 1967–1970 The Beatles                     |
| La Paloma ade Mireille Mathieu                 | 5        | Loud ’N’ Proud Nazareth                   |
| Hey Boss – ich brauch mehr Geld Gunter Gabriel | 6        | Sing My Song Waterloo & Robinson          |
| Waterloo ABBA                                  | 7        | Before The Flood Bob Dylan / The Band     |
| Nutbush City Limits Ike & Tina Turner          | 8        | Forever And Ever Demis Roussos            |
| Tell Laura I Love Her Albert West              | 9        | Heidi Heidi tua’s no amal Klaus und Ferdl |
| Hollywood Waterloo & Robinson                  | 10       | Wonderworld Uriah Heep                    |

Die längsten Nummer-eins-Singles
Lieder, die die meiste Zeit während eines anderen Jahres auf Platz 1 der Charts verbrachten, werden hier nicht aufgeführt.
1. Terry Jacks – Seasons in the Sun (13 Wochen)
2. The Rubettes – Sugar Baby Love (9 Wochen)
3. Lobo – I’d Love You to Want Me (7 Wochen)

Die längsten Nummer-eins-Alben
Alben, die die meiste Zeit während eines anderen Jahres auf Platz 1 der Charts verbrachten, werden hier nicht aufgeführt.
1. Deep Purple – Burn; Nazareth – Rampant (jeweils 13 Wochen)
2. Waterloo & Robinson – Sing My Song (11 Wochen)
3. The Beatles – 1962–1966 (10 Wochen)

Alle Nummer-eins-Hits und die Hits des Jahres

### Schweiz
| Position | Singles                               |
| -------- | ------------------------------------- |
|          |                                       |
| 1        | Seasons in the Sun Terry Jacks        |
| 2        | Waterloo ABBA                         |
| 3        | Sugar Baby Love The Rubettes          |
| 4        | Tchip Tchip Cash and Carry            |
| 5        | Gigi l’amoroso Dalida                 |
| 6        | Kansas City The Les Humphries Singers |
| 7        | Rock Your Baby George McCrae          |
| 8        | The Entertainer Marvin Hamlisch       |
| 9        | I’d Love You to Want Me Lobo          |
| 10       | Nutbush City Limits Ike & Tina Turner |

Die längsten Nummer-eins-Singles
Lieder, die die meiste Zeit während eines anderen Jahres auf Platz 1 der Charts verbrachten, werden hier nicht aufgeführt.
1. ABBA – Waterloo (9 Wochen)
2. The Rubettes – Sugar Baby Love; Donny & Marie Osmond – I’m Leaving It All Up to You (jeweils 8 Wochen)
3. Lobo – I’d Love You to Want Me (7 Wochen)

Alle Nummer-eins-Hits und die Hits des Jahres

### Vereinigtes Königreich
| Singles                                     | Position | Alben                                                 |
| ------------------------------------------- | -------- | ----------------------------------------------------- |
|                                             |          |                                                       |
| Tiger Feet Mud                              | 1        | The Singles: 1969 – 1973 Carpenters                   |
| Seasons in the Sun Terry Jacks              | 2        | Band on the Run Paul McCartney and Wings              |
| Billy, Don’t Be a Hero Paper Lace           | 3        | Tubular Bells Mike Oldfield                           |
| When Will I See You Again The Three Degrees | 4        | Elvis’s 40 Greatest Hits Elvis Presley                |
| Rock Your Baby George McCrae                | 5        | The Dark Side of the Moon Pink Floyd                  |
| Gonna Make You a Star David Essex           | 6        | Goodbye Yellow Brick Road Elton John                  |
| Kung Fu Fighting Carl Douglas               | 7        | Rollin’ Bay City Rollers                              |
| She Charles Aznavour                        | 8        | And I Love You So Perry Como                          |
| Sugar Baby Love The Rubettes                | 9        | Simon and Garfunkel’s Greatest Hits Simon & Garfunkel |
| Everything I Own Ken Boothe                 | 10       | Old New Borrowed and Blue Slade                       |

Die längsten Nummer-eins-Singles
Lieder, die die meiste Zeit während eines anderen Jahres auf Platz 1 der Charts verbrachten, werden hier nicht aufgeführt.
1. Mud – Tiger Feet; Terry Jacks – Seasons in the Sun; The Rubettes – Sugar Baby Love; Charles Aznavour – She (jeweils 4 Wochen)
2. Paper Lace – Billy, Don’t Be a Hero; George McCrae – Rock Your Baby; The Osmonds – Love Me for a Reason; Carl Douglas – Kung Fu Fighting; Ken Boothe – Everything I Own; David Essex – Gonna Make You a Star (jeweils 3 Wochen)

Alle weiteren Lieder waren entweder eine oder zwei Wochen auf Platz 1 gelistet.
Die längsten Nummer-eins-Alben
Alben, die die meiste Zeit während eines anderen Jahres auf Platz 1 der Charts verbrachten, werden hier nicht aufgeführt.
1. Carpenters – The Singles: 1969 – 1973 (17 Wochen)
2. Paul McCartney and Wings – Band on the Run (7 Wochen)
3. Elton John – Greatest Hits (6 Wochen)

Alle Nummer-eins-Hits und die Hits des Jahres

### Vereinigte Staaten
Die längsten Nummer-eins-Singles
Lieder, die die meiste Zeit während eines anderen Jahres auf Platz 1 der Charts verbrachten, werden hier nicht aufgeführt.
1. Barbra Streisand – The Way We Were; Terry Jacks – Seasons in the Sun; Ray Stevens – The Streak; Paul Anka with Odia Coates – (You’re) Having My Baby (jeweils 3 Wochen)

Alle weiteren Lieder waren entweder eine oder zwei Wochen auf Platz 1 gelistet.
Die längsten Nummer-eins-Alben
Alben, die die meiste Zeit während eines anderen Jahres auf Platz 1 der Charts verbrachten, werden hier nicht aufgeführt.
1. Jim Croce – You Don’t Mess Around with Jim; Original Motion Picture Soundtrack – The Sting (jeweils 5 Wochen)
2. Bob Dylan – Planet Waves; Paul McCartney and Wings – Band on the Run; Elton John – Caribou; Eric Clapton – 461 Ocean Boulevard; Elton John – Greatest Hits (jeweils 4 Wochen)
3. John Denver – John Denver’s Greatest Hits (3 Wochen)

Alle Nummer-eins-Hits und die Hits des Jahres

### Charts in weiteren Ländern
Siehe auch: Nummer-eins-Hits 1974 in  Australien, Belgien, Deutschland, Finnland, Frankreich, Irland, Italien, Japan, Kanada, Neuseeland, den Niederlanden, Norwegen, Österreich, der Schweiz, Spanien, den Vereinigten Staaten und im Vereinigten Königreich.

## Musikpreise und Ehrungen

### American Music Awards
- Bester männlicher Künstler Pop/Rock: Jim Croce
- Beste weibliche Künstlerin Pop/Rock: Helen Reddy
- Beste(s) Band/Duo/Gruppe Pop/Rock: The Carpenters
- Bestes Album Pop/Rock: Lady Sings the Blues – Diana Ross
- Bestes Lied Pop/Rock: Tie a Yellow Ribbon Round the Ole Oak Tree – Tony Orlando & Dawn

### Musikwettbewerbe
Eurovision Song Contest
1. ABBA: Waterloo
2. Gigliola Cinquetti: Sì
3. Mouth and MacNeal: I See a Star
4. Olivia Newton-John: Long Live Love
5. Ireen Sheer: Bye, Bye, I Love You
6. Romuald: Celui qui reste et celui qui s’en va

## Erstveranstaltungen
- Auf der Wasserburg Kemnade in Hattingen findet erstmals das Musik- und Kulturfestival Kemnade International statt.

## Gründungen und Auflösungen

### Gründungen
- 21st Century – Soul-Band aus Chicago
- Jefferson Starship – US-amerikanische Rockband, früher Jefferson Airplane und später auch Starship
- Kick Axe – kanadische Heavy-Metal- und Hard-Rock-Band, gegründet als Hobbit
- Last Exit – britische Jazz-Fusion-Band aus Newcastle upon Tyne
- Ramones – US-amerikanische Rockband aus dem Stadtbezirk Queens in New York City
- The Kelly Family – Musikgruppe, die sich aus Mitgliedern der Großfamilie Kelly zusammensetzt
- Tiroler Kirchtagmusig – österreichische Musikgruppe der alpenländischen Volksmusik
- Van Halen – US-amerikanische Hard-Rock-Band
- Zzebra – britische Jazzrock/Fusion/Afro-Gruppe

### Auflösungen
- Bang – US-amerikanische Hard-Rock- und Proto-Doom-Band

## Neuveröffentlichungen (Auswahl)

### Lieder und Kompositionen
| Lied                                  | Text                                                | Musik                                               | Erstinterpret              | Label                                 | Veröffentlichung   | Genre                                          | Album                                                                | Weitere Informationen |
| ------------------------------------- | --------------------------------------------------- | --------------------------------------------------- | -------------------------- | ------------------------------------- | ------------------ | ---------------------------------------------- | -------------------------------------------------------------------- | --------------------- |
| Addio, mein Napoli                    | Erich Ließmann, Werner Twardy                       | Erich Ließmann, Werner Twardy                       | Paola                      | CBS Records                           | 1974               | Schlager                                       | Paola                                                                |                       |
| Autobahn                              | Ralf Hütter, Florian Schneider-Esleben, Emil Schult | Ralf Hütter, Florian Schneider-Esleben, Emil Schult | Kraftwerk                  | Philips Records                       | November 1974      | Elektronische Musik, Pop                       | Autobahn                                                             |                       |
| Bad Company                           | Paul Rodgers und Simon Kirke                        | Paul Rodgers und Simon Kirke                        | Bad Company                | Swan Song Records                     | 1974               | Rock                                           | Bad Company                                                          |                       |
| Be Thankful for What You Got          | William DeVaughn                                    | William DeVaughn                                    | William DeVaughn           | Roxbury Records                       | März 1974          | Soul                                           | Be Thankful for What You Got                                         |                       |
| Burn                                  | David Coverdale                                     | Ritchie Blackmore, Jon Lord, Ian Paice              | Deep Purple                | EMI Music                             | Februar 1974       | Heavy Metal, Speed Metal, Neoklassischer Metal | Burn                                                                 |                       |
| Can’t Get Enough                      | Mick Ralphs                                         | Mick Ralphs                                         | Bad Company                | Swan Song Records                     | 1974               | Rock                                           | Bad Company                                                          |                       |
| Dance (While the Music Still Goes On) | Benny Andersson, Björn Ulveaus                      | Benny Andersson, Björn Ulveaus                      | ABBA                       |                                       | 4. März 1974       | Pop                                            | Waterloo                                                             |                       |
| Devil Gate Drive                      | Mike Chapman, Nicky Chinn                           | Mike Chapman, Nicky Chinn                           | Suzi Quatro                | RAK Records                           | 1. Februar 1974    | Glam Rock                                      | Quatro                                                               |                       |
| Die Reise                             | Freddy Quinn                                        | Peter Orloff                                        | Freddy Quinn               | Polydor                               | 1974               | Schlager                                       | Die Insel Niemandsland                                               |                       |
| Free Bird                             | Allen Collins, Ronnie Van Zant                      | Allen Collins, Ronnie Van Zant                      | Lynyrd Skynyrd             | Sounds of the South, MCA              | November 1974      | Rock                                           | (Pronounced ’Lĕh-’nérd ’Skin-’nérd)                                  |                       |
| Griechischer Wein                     | Michael Kunze                                       | Udo Jürgens                                         | Udo Jürgens                |                                       | 1974               | Schlager                                       | Griechischer Wein – Seine neuen Lieder                               |                       |
| Hey Boss, ich brauch mehr Geld        | Gunter Gabriel                                      | Gunter Gabriel                                      | Gunter Gabriel             |                                       | April 1974         | Country, Schlager                              |                                                                      |                       |
| I’m a Train                           | Albert Hammond, Mike Hazlewood                      | Albert Hammond, Mike Hazlewood                      | Albert Hammond             | Mums Records (Columbia Records)       | März 1974          | Pop-Rock, Softrock                             | Albert Hammond                                                       |                       |
| No Woman, No Cry                      | Bob Marley                                          | Bob Marley                                          | Bob Marley and the Wailers | Tuff Gong / Island                    | 1974               | Reggae                                         | Natty Dread                                                          |                       |
| Rebel Rebel                           | David Bowie                                         | David Bowie                                         | David Bowie                | RCA Records                           | 15. Februar 1974   | Glam-Rock, Proto-Punk                          | Diamond Dogs                                                         |                       |
| The Man with the Golden Gun           | Don Black, John Barry                               | Don Black, John Barry                               | Lulu                       | Chelsea Records                       | 1974               | Pop                                            | The Man with the Golden Gun (O.S.T.), Heaven and Earth and the Stars |                       |
| Walking in the Park with Eloise       | James McCartney                                     | James McCartney                                     | The Country Hams           | Capitol Records, EMI, Universal Music | 18. Oktober 1974   | Jazz, Pop                                      | Venus and Mars                                                       |                       |
| Whatever Gets You thru the Night      | John Lennon                                         | John Lennon                                         | John Lennon                | Apple Records, EMI Group              | 23. September 1974 | Pop                                            | Walls and Bridges                                                    |                       |

### Alben
| Album                          | Interpret                                                      | Label                                       | Veröffentlichung  | Genre                                    | Weitere Informationen                   |
| ------------------------------ | -------------------------------------------------------------- | ------------------------------------------- | ----------------- | ---------------------------------------- | --------------------------------------- |
| 461 Ocean Boulevard            | Eric Clapton                                                   | RSO Records                                 | Juli 1974         | Bluesrock, Rock                          |                                         |
| Albert Hammond                 | Albert Hammond                                                 | Epic Records                                | 1974              | Softrock                                 |                                         |
| Autobahn                       | Kraftwerk                                                      | Philips                                     | November 1974     | Elektronik, Ambient                      |                                         |
| Bad Company                    | Bad Company                                                    | Swan Song Records                           | Mai 1974          | Rock                                     |                                         |
| Belonging                      | Jan Garbarek, Keith Jarrett, Palle Danielsson, Jon Christensen | ECM Records                                 | 1. Oktober 1974   | Jazz                                     |                                         |
| Burn                           | Deep Purple                                                    | EMI                                         | 15. Februar 1974  | Hard Rock, Bluesrock, Progressive Rock   |                                         |
| Der Watzmann ruft              | Wolfgang Ambros                                                | Bellaphon                                   | 1974              | Pop-Rock                                 | Konzeptalbum („Rustical“)               |
| Diamond Dogs                   | David Bowie                                                    | RCA Records                                 | 24. Mai 1974      | Rock, Glamrock                           |                                         |
| Exotic Birds and Fruit         | Procol Harum                                                   | Chrysalis Records, Repertoire Records       | April 1974        | Progressive Rock                         |                                         |
| Fanfare for the Warriors       | Art Ensemble of Chicago                                        | Atlantic Records                            | 1974              | Jazz                                     |                                         |
| Get Up with It                 | Miles Davis                                                    | Columbia Records                            | 22. November 1974 | Fusion, Jazzrock                         |                                         |
| Give the Vibes Some            | Khan Jamal                                                     | Palm Records                                | 1974              | Jazz                                     |                                         |
| Hergest Ridge                  | Mike Oldfield                                                  | Virgin Records                              | 28. August 1974   | Progressive Rock                         |                                         |
| Hotter than Hell               | Kiss                                                           | Casablanca Records                          | 22. Oktober 1974  | Hard Rock                                |                                         |
| It’s Only Rock ’n Roll         | The Rolling Stones                                             | Rolling Stones Records                      | 18. Oktober 1974  | Rock                                     |                                         |
| Kiss                           | Kiss                                                           | Casablanca Records                          | 18. Februar 1974  | Hard Rock                                | Debütalbum                              |
| Live at Mandel Hall            | Art Ensemble of Chicago                                        | Delmark Records, Trio Records               | 1974              | Jazz                                     |                                         |
| Mein Lied für dich             | Vicky Leandros                                                 | Philips                                     | 15. Juli 1974     | Schlager                                 |                                         |
| Mingus at Carnegie Hall        | Charles Mingus                                                 | Atlantic Records                            | 1974              | Jazz                                     | Livealbum                               |
| Musa: Ancestral Streams        | Stanley Cowell                                                 | Strata-East Records, Mack Avenue Records    | 1974              | Jazz                                     |                                         |
| Pre-Birth of the Cool          | Miles Davis & His Tuba Band                                    | Durium                                      | 1974              | Jazz                                     |                                         |
| Queen II                       | Queen                                                          | EMI, Parlophone, Elektra, Hollywood Records | 8. März 1974      | Rock                                     |                                         |
| Quo                            | Status Quo                                                     | Vertigo Records (UK), A&M Records (US)      | 3. Mai 1974       | Hardrock                                 |                                         |
| Rampant                        | Nazareth                                                       | Mooncrest Records                           | 1. Juni 1974      | Hard Rock                                |                                         |
| Stormbringer                   | Deep Purple                                                    | EMI                                         | 8. November 1974  | Hardrock, Bluesrock                      |                                         |
| Summit                         | Astor Piazzolla & Gerry Mulligan                               | Erre T.V./Festival, Tropical Music          | 1. Dezember 1974  | Jazz, Tango Nuevo                        | Neuauflage als Tango Nuevo 1975 bei WEA |
| Synopsis                       | Howard Riley mit Barry Guy & Tony Oxley                        | Incus Records, Emanem                       | 1974              | Jazz, Neue Improvisationsmusik           |                                         |
| The Colours of Chloë           | Eberhard Weber                                                 | ECM Records                                 | 1. April 1974     | Third Stream, Fusion, Kammermusik        |                                         |
| The Elements                   | Joe Henderson                                                  | Milestone Records                           | 1974              | Jazz                                     |                                         |
| The Lamb Lies Down on Broadway | Genesis                                                        | Charisma Records, Atlantic Records          | 22. November 1974 | Progressive Rock                         |                                         |
| The Time Is Now!               | Phil Ranelin                                                   | Tribe                                       | 1974              | Creative Jazz                            |                                         |
| Tutankhamun                    | Art Ensemble of Chicago                                        | RCA/Freedom                                 | 1974              | Jazz                                     |                                         |
| War Child                      | Jethro Tull                                                    | Chrysalis Records                           | 14. Oktober 1974  | Progressive Rock                         |                                         |
| Wonderworld                    | Uriah Heep                                                     | Bronze Records                              | Juni 1974         | Hard Rock, Progressive Rock, Heavy Metal |                                         |

## Geboren

### Januar
- 01. Januar: Zabine, österreichische Musikerin
- 02. Januar: Birgit Muggenthaler, deutsche Rockmusikerin
- 03. Januar: Bas Wiegers, niederländischer Geiger und Dirigent
- 10. Januar: Sabrina Setlur, deutsche Rapperin
- 11. Januar: Rahsaan Patterson, US-amerikanischer R&B- und Soulsänger und Schauspieler
- 13. Januar: Christoph Bouet, deutscher Maler und Musiker
- 14. Januar: Brent Hinds, US-amerikanischer Sänger und Gitarrist
- 22. Januar: Barbara Dex, belgische Sängerin
- 26. Januar: Paul Breisch, luxemburgischer Musiker
- 29. Januar: Mălina Olinescu, rumänische Sängerin

### Februar
- 11. Februar: D’Angelo, US-amerikanischer Rhythm-and-Blues-Musiker
- 11. Februar: Ari Gold, US-amerikanischer Pop- und R&B-Sänger, Songwriter und LGBT-Aktivist († 2021)
- 13. Februar: Robbie Williams, britischer Musiker und Entertainer
- 15. Februar: Mr. Lordi, finnischer Musiker, Visagist, Grafiker, Maler und Unternehmer
- 15. Februar: Tomi Putaansuu, finnischer Hard-Rock-Musiker
- 18. Februar: Mark Tavassol, deutscher Musiker
- 22. Februar: Alexander Neef, deutscher Intendant
- 22. Februar: Pulsedriver, deutscher DJ und Musikproduzent

### März
- 04. März: Mia Hafrén, finnische Sängerin und Schauspielerin
- 05. März: Susan Aho, finnische Musikerin
- 05. März: Barbara Schöneberger, deutsche Fernsehmoderatorin, Entertainerin, Schauspielerin und Sängerin
- 07. März: Stephen Gallagher, neuseeländischer Komponist und Sounddesigner
- 10. März: Keren Ann, niederländisch-israelische Singer-Songwriterin
- 11. März: Bastian Asdonk, deutscher Autor, Journalist, Musiker und Mitgründer der Videoplattform Hyperbole
- 15. März: Renoly Santiago, puerto-ricanischer Schauspieler, Sänger und Autor
- 18. März: Roger De Win, Schweizer Sänger, Komponist und TV-Moderator
- 18. März: Stuart Zender, britischer Bassist, Komponist und Musikproduzent

### April
- 01. April: Ole Jørgen Moe, norwegischer Multiinstrumentalist
- 06. April: Jay Batzner, US-amerikanischer Komponist und Musikpädagoge
- 08. April: Torsun Burkhardt, deutscher Elektropunk-Musiker und -Sänger († 2023)
- 08. April: Chino XL, US-amerikanischer Rapper und Schauspieler († 2024)
- 13. April: Marta Jandová, tschechische Musikerin
- 14. April: Mr. Oizo (Quentin Dupieux), französischer Musiker
- 15. April: Marek Brezovský, slowakischer Komponist, Pianist, Sänger und Texter († 1994)
- 16. April: Thees Uhlmann, deutscher Musiker und Autor
- 17. April: Mikael Åkerfeldt, schwedischer Musiker
- 18. April: Mark Tremonti, US-amerikanischer Rocksänger und -gitarrist
- 19. April: Jessica Born, deutsche Sängerin
- 19. April: Gentleman, deutscher Reggae-Sänger
- 20. April: Anthony Tiffith, US-amerikanischer Musikproduzent und Unternehmer
- 21. April: Stefan Schmidl, österreichischer Musikwissenschaftler
- 22. April: Shavo Odadjian, US-amerikanischer Bassist armenischer Herkunft (System of a Down)
- 23. April: Carlos Dengler, US-amerikanischer Musiker
- 29. April: Anggun, indonesische Popsängerin
- 29. April: Hugues Vincent, französischer Cellist, Komponist und Improvisator († 2024)

### Mai
- 05. Mai: Momtaz Begum, bengalische Sängerin und Politikerin
- 07. Mai: Ozodbek Nazarbekov, usbekischer Sänger
- 12. Mai: Mary Boyoi, südsudanesische Singer-Songwriterin und Aktivistin
- 19. Mai: LMNO, US-amerikanischer Rapper
- 23. Mai: Mellow Mark, deutscher Musiker
- 28. Mai: Mikael Stanne, schwedischer Sänger
- 31. Mai: Kenan Doğulu, türkischer Sänger
- 31. Mai: Bee Low, deutscher Hip-Hop-Aktivist, Graffiti Writer, Beatboxer, Moderator und Eventveranstalter

### Juni
- 01. Juni: Alanis Morissette, kanadische Sängerin und Musikerin
- 09. Juni: Célia Lawson, portugiesische Sängerin
- 13. Juni: Selma Björnsdóttir, isländische Sängerin
- 13. Juni: Ophélie Gaillard, französische Cellistin
- 16. Juni: Gregor Praml, deutsch-französischer Jazzmusiker (Bass, Komposition), Hörfunkmoderator und Kulturmanager
- 21. Juni: Tina Schüßler, deutsche Sängerin, Boxerin, Kickboxerin, Fernsehmoderatorin, Schauspielerin und Ringsprecherin
- 21. Juni: Altin Volaj, albanischer Komponist und Musikpädagoge
- 26. Juni: Stephan Zinner, deutscher Kabarettist, Musiker und Schauspieler
- 27. Juni: Dendemann, deutscher Musiker
- 29. Juni: Rogier Bosman, niederländischer Jazzmusiker

### Juli
- 01. Juli: Bernhard Ruchti, Schweizer Musiker
- 03. Juli: Gabor Schablitzki, deutscher DJ, Musiker und Musikproduzent
- 05. Juli: Moritz Freise, deutscher Filmmusikkomponist
- 09. Juli: Nikola Sarcevic, schwedischer Sänger und Musiker
- 11. Juli: Sunny Rollsdorf, deutsche Schauspielerin, Sängerin und Musicaldarstellerin
- 17. Juli: Hassan Annouri, marokkanischer Musiker und Produzent
- 22. Juli: Geta Burlacu, moldauische Jazz-Sängerin
- 22. Juli: Franka Potente, deutsche Schauspielerin, Filmregisseurin, Drehbuchautorin, Musikerin und Schriftstellerin
- 26. Juli: Iron & Wine, US-amerikanischer Singer-Songwriter
- 00. Juli: Jonathan Bratoëff, französischer Jazzmusiker (Gitarre, Komposition)

### August
- 13. August: Niklas Sundin, schwedischer Gitarrist und Designer
- 17. August: Lenka Hlávková, tschechische Musikwissenschaftlerin († 2023)
- 23. August: Ovidiu Cernăuțeanu, rumänisch-norwegischer Sänger und Komponist
- 23. August: Gunvor Guggisberg, Schweizer Sängerin und Tänzerin
- 23. August: Shifty Shellshock, US-amerikanischer Rapper und Frontmann (Crazy Town) († 2024)
- 24. August: Achim Petry, deutscher Musiker
- 25. August: Moos, französischer Sänger
- 26. August: Federico Aubele, argentinischer Musiker
- 28. August: Melina Aslanidou, griechische Sängerin
- 29. August: Sigurjón Brink, isländischer Musiker und Komponist († 2011)

### September
- 17. September: Bianca Shomburg, deutsche Sängerin
- 20. September: Lars Poeck, deutscher Fotograf und Musiker
- 23. September: Vesna Petković, österreichisch-serbische Sängerin
- 24. September: Niels Brinck, dänischer Singer-Songwriter
- 24. September: Kati Wolf, ungarische Sängerin und Model
- 25. September: Andrea Galluccio, italienischer Musiker und Multiinstrumentalist
- 29. September: Silvio d’Anza, kroatisch-deutscher Sänger (Tenor)
- 00. September: Flashrider, polnischer DJ und Musikproduzent

### Oktober
- 01. Oktober: Keith Duffy, irischer Musiker und Schauspieler
- 06. Oktober: Kai Fagaschinski, deutscher Jazzklarinettist und Improvisationsmusiker
- 07. Oktober: Charlotte Perrelli, schwedische Popsängerin
- 08. Oktober: Michel Bampély, französischer Künstler, Soziologe, Dichter, Produzent und Lehrer
- 16. Oktober: Aurela Gaçe, albanische Sängerin
- 19. Oktober: Gianni Meurer, deutscher Schauspieler und Musicaldarsteller
- 28. Oktober: Nelly Ciobanu, moldauische Sängerin

### November
- 02. November: Iain Cook, schottischer Musiker, Komponist und Plattenproduzent
- 03. November: Ralf Schmitz, deutscher Comedian, Musiker und Schauspieler
- 05. November: Ryan Adams, US-amerikanischer Musiker
- 09. November: Anna Serafińska, polnische Jazzsängerin
- 10. November: Giulia Siegel, deutsches Model, Fernsehmoderatorin, DJ und Schauspielerin
- 15. November: Chad Kroeger, kanadischer Rocksänger und -gitarrist
- 16. November: Amy Zapf, deutsche Blues- und Jazzmusikerin (Piano, Orgel, Bass, Gesang, Komposition)
- 22. November: Patryk Zakrocki, polnischer Improvisationsmusiker (Geige, Gitarre, Komponist)
- 28. November: apl.de.ap, US-amerikanischer Musiker
- 28. November: Daz Sampson, britischer Dance-Musik-Produzent und Sänger
- 30. November: Michael Knutson, US-amerikanischer Komponist und Musikpädagoge

### Dezember
- 05. Dezember: Angela Smecca, deutsche Sängerin und Schauspielerin
- 07. Dezember: Nicole Appleton, kanadische Sängerin
- 07. Dezember: Melanie Bender, deutsche Dance- und Rocksängerin
- 07. Dezember: Jurczok 1001, schweizerisch-deutscher Lyriker und Musiker
- 16. Dezember: Daniel Antonsson, schwedischer Gitarrist, Bassist und Musikproduzent
- 21. Dezember: Manja Präkels, deutsche Schriftstellerin und Musikerin
- 23. Dezember: Mieszko Talarczyk, schwedischer Musiker († 2004)

### Genaues Geburtsdatum unbekannt
- Admiral Freebee (Tom Van Laere), belgischer Singer-Songwriter
- Siamak Aghaei, iranischer Santurspieler und Komponist
- Ari Ambrose, US-amerikanischer Jazz-Tenorsaxophonist und Bandleader
- René Arbeithuber, deutscher Musiker und Künstler
- Natalia Ardila-Mantilla, bolivarische Musikerin und Musikpädagogin
- Aris Argiris, griechischer Opernsänger (Bariton) und Gesangspädagoge
- Anja Augustin, deutsche Opern-, Oratorien-, Konzert- und Liedsängerin
- Otto Beckmann, österreichischer Schauspieler, Musiker und Autor
- Wladimir Belunzow, russischer Komponist und Pianist
- Emma Booth, britische Sängerin
- Jarrod Cagwin, US-amerikanischer Jazz-Perkussionist
- Mario Caroli, italienischer Flötist
- Séverine Chavrier, französische Musikerin, Schauspielerin und Regisseurin
- Nicholas Cords, US-amerikanischer Bratscher
- Johannes Debus, deutscher Dirigent und Musikalischer Direktor der Canadian Opera Company
- Claude Eichenberger, Schweizer Mezzosopranistin
- Andy Groll, deutscher Filmkomponist
- John B Hedges, US-amerikanischer Komponist und Dirigent
- Eike Hosenfeld, deutscher Komponist
- Giuseppe Ielasi, italienischer Musiker (Gitarre, Elektronik)
- Tomo Keller, deutscher Violinist
- Swantje Köhnecke, deutsche Querflötistin, Musikdramaturgin, Moderatorin, Produktionsleiterin und Autorin
- Denise M’Baye, deutsche Schauspielerin und Sängerin
- Derek Machan, US-amerikanischer Komponist, Pianist und Musikpädagoge
- Annette Maye, deutsche Klarinettistin und Musikwissenschaftlerin
- Volker Meitz, deutscher Musiker, Musikproduzent und Toningenieur
- Andreas Metzler, deutscher Jazz-Kontrabassist und Komponist
- Nachlader (Daniel Baumann), deutscher Pop-Sänger
- Tuba Önal, türkische Popsängerin
- Malte Refardt, deutscher Fagottist
- Dean Rosenthal, US-amerikanischer Komponist
- Samúel Jón Samúelsson, isländischer Jazz- und Funkmusiker (Posaune, Komposition) und Orchesterleiter
- Heather Schmidt, kanadisch-US-amerikanische Komponistin, Pianistin und Filmschaffende
- Søren Schuhmacher, deutscher Opernregisseur
- Peter Sommer, dänischer Musiker
- Nadja Stoller, Schweizer Jazzmusikerin (Gesang, verschiedene Instrumente, Komposition)
- Tomas Thordarson, dänischer Sänger
- Yanou, deutscher DJ und Musikproduzent
- Wiebke Weidanz, deutsche Cembalistin

### Geboren um 1974
- Johanna Jellici, deutsche Sängerin, Komponistin, Installationskünstlerin und Gesangspädagogin
- Iris Träutner, österreichische Sängerin und Songwriterin

## Gestorben

### Januar
- 02. Januar: Mark Fax, US-amerikanischer Komponist und Musikpädagoge (* 1911)
- 02. Januar: Tex Ritter, Country-Sänger und Schauspieler (* 1905)
- 04. Januar: Abdul Ghafur Breshna, afghanischer Künstler, Komponist und Dichter (* 1907)
- 05. Januar: Wolfgang Anheisser, deutscher Opernsänger (* 1929)
- 10. Januar: Martin Scherber, deutscher Komponist und Musikpädagoge (* 1907)
- 13. Januar: Raoul Jobin, kanadischer Sänger und Musikpädagoge (* 1906)
- 16. Januar: Johnny Barfield, US-amerikanischer Old-Time- und Country-Musiker (* 1909)
- 22. Januar: Nils Mattias Andersson, schwedisch-samischer Rentierhalter und Joiker (* 1882)
- 24. Januar: Arnold Röhrling, österreichischer Komponist (* 1893)
- 26. Januar: Wiktor Łabuński, polnisch-amerikanischer Komponist, Pianist und Musikpädagoge (* 1895)
- 26. Januar: Julius Patzak, österreichischer Opern- und Liedsänger (Tenor) (* 1898)

### Februar
- 02. Februar: Jean Absil, belgischer Komponist und Professor (* 1893)
- 07. Februar: Carl Haslinger, österreichischer Sänger, Liederautor und Conferencier (* 1892)
- 14. Februar: Srikrishna Narayan Ratanjankar, indischer Sänger, Musikwissenschaftler und -pädagoge (* 1899)
- 15. Februar: Kurt Atterberg, schwedischer Komponist, Dirigent und Musikkritiker (* 1887)
- 27. Februar: Anders Brems, dänischer Sänger, Klarinettist und Musikpädagoge (* 1877)
- 27. Februar: Placido Acevedo, puerto-ricanischer Trompeter, Orchesterleiter und Komponist (* 1904)

### März
- 08. März: Joseph-Antonio Thompson, kanadischer Organist, Chorleiter und Musikpädagoge (* 1896)
- 10. März: Arthur Piechler, deutscher Komponist und Organist (* 1896)
- 10. März: Quinto Maganini, US-amerikanischer Komponist und Dirigent (* 1897)
- 11. März: César Concepción, puerto-ricanischer Trompeter, Arrangeur, Orchesterleiter und Komponist (* 1909)
- 25. März: Bernhard Weber, Chorkomponist und Chorleiter (* 1912)
- 28. März: Arthur Crudup, US-amerikanischer Blues-Musiker (* 1905)

### April
- 11. April: Edmund Nick, deutscher Komponist, Dirigent und Musikschriftsteller (* 1891)
- 17. April: Herbert Elwell, US-amerikanischer Komponist und Musikpädagoge (* 1898)
- 18. April: Nicolae Buicliu, rumänischer Komponist und Musikpädagoge (* 1906)
- 30. April: Boris Roubakine, kanadischer Pianist und Musikpädagoge (* 1908)

### Mai
- 08. Mai: Graham Bond, englischer Jazz- und Blues-Musiker (* 1937)
- 14. Mai: Hipólito Lázaro, spanischer Opernsänger (Tenor) (* 1887)
- 24. Mai: Duke Ellington, US-amerikanischer Jazz-Komponist, -Pianist und -Bandleader (* 1899)
- 26. Mai: Hoke Rice, US-amerikanischer Country-Musiker (* 1909)

### Juni
- 22. Juni: Darius Milhaud, französischer Komponist (* 1892)

### Juli
- 02. Juli: Carlos Isamitt, chilenischer Komponist und Maler (* 1887)
- 11. Juli: Émile Bourdon, französischer Organist und Komponist (* 1884)
- 22. Juli: Wilhelm Waldstein, österreichischer Schriftsteller, Komponist und Pädagoge (* 1897)
- 27. Juli: Lightnin’ Slim, US-amerikanischer Blues-Musiker (* 1913)
- 29. Juli: Cass Elliot, US-amerikanische Sängerin (The Mamas and the Papas) (* 1941)
- 30. Juli: Lew Konstantinowitsch Knipper, russischer Komponist (* 1898)

### August
- 06. August: Gene Ammons, US-amerikanischer Tenorsaxophonist (* 1925)
- 11. August: Vicente Emilio Sojo, venezolanischer Komponist (* 1887)
- 14. August: Rudolf von Eichthal, österreichischer Offizier, Schriftsteller und Musiker (* 1877)
- 21. August: Paweł Lewiecki, polnischer Pianist und Musikpädagoge (* 1896)
- 25. August: Ernesto Joaquim Maria dos Santos, brasilianischer Volksmusiker (* 1890)

### September
- 19. September: Soltan Hacıbəyov, aserbaidschanischer Komponist (* 1919)

### Oktober
- 06. Oktober: Guillermo Castillo Bustamante, venezolanischer Pianist und Komponist (* 1910)
- 11. Oktober: Erich Schenk, österreichischer Musikhistoriker (* 1902)
- 12. Oktober: Pink Anderson, US-amerikanischer Blues-Musiker (* 1900)
- 25. Oktober: José López Alavez, mexikanischer Komponist (* 1889)
- 31. Oktober: Tobi Reiser, österreichischer Volksmusiker (* 1907)

### November
- 02. November: Jean Dansereau, kanadischer Pianist und Musikpädagoge (* 1891)
- 07. November: Alfonso Leng, chilenischer Komponist und Odontologe (* 1884)
- 08. November: Ivory Joe Hunter, US-amerikanischer R&B-Sänger, Pianist und Songschreiber (* 1914)
- 09. November: Gitta Lind, deutsche Schlagersängerin (* 1925)
- 09. November: Egon Wellesz, österreichischer Komponist und Musikwissenschaftler (* 1885)
- 11. November: Walter Winnig, deutscher Kapellmeister, Komponist und Filmkomponist (* 1885)
- 16. November: Mike Leadbitter, britischer Bluesforscher, Autor und Herausgeber (* 1942)
- 18. November: Juan Francisco García, dominikanischer Komponist (* 1892)
- 21. November: Louis Bailly, kanadischer Violinist und Musikpädagoge (* 1882)
- 21. November: Frank Martin, Schweizer Komponist (* 1890)
- 24. November: Frederick Fall, österreichischer Dirigent und Komponist (* 1901)

### Dezember
- 02. Dezember: Sophie-Carmen Eckhardt-Gramatté, russisch-deutsch-kanadische Klavier- und Violinvirtuosin und Komponistin (* 1899)
- 02. Dezember: Bogia Horska, böhmisch-österreichische Schauspielerin bei Bühne und Stummfilm (* 1886)
- 09. Dezember: Ludwig Weber, österreichischer Opernsänger (Bass) (* 1899)
- 26. Dezember: Farid el Atrache, syrisch-ägyptischer Sänger, Komponist und Schauspieler (* 1915)
- 26. Dezember: Knudåge Riisager, dänischer Komponist (* 1897)
- 29. Dezember: Enrique González Mántici, kubanischer Dirigent, Violinist und Komponist (* 1912)

### Genaues Todesdatum unbekannt
- Juliette Culp, niederländische Pianistin, Komponistin und Soubrette (* 1885)
- Traudi Harprecht, deutsche Schauspielerin, Sängerin und Tänzerin (* 1919 oder 1920)
- Ernst Römer, österreichisch-mexikanischer Dirigent, Musikpädagoge und Komponist